# Émulsion et suspension
 (décembre 2016).
Améliorez-le ou discutez des points à vérifier. 
 (septembre 2014).
Si vous disposez d'ouvrages ou d'articles de référence ou si vous connaissez des sites web de qualité traitant du thème abordé ici, merci de compléter l'article en donnant les références utiles à sa vérifiabilité et en les liant à la section « Notes et références ».
Une émulsion est formée de deux liquides non miscibles, dont l'un est finement réparti dans l'autre en gouttelettes dont le diamètre est généralement supérieur à 0,10 μm. La phase dispersée est aussi appelée phase interne ou discontinue, et la phase dispersante peut être appelée phase externe ou continue.
Selon la pharmacopée, les émulsions dans lesquelles la phase dispersée est lipophile (ex. : huile végétale ou minérale) et la phase dispersante hydrophile (ex. : eau) sont dites de type aqueux L/H (ou H/E) ; les émulsions dans lesquelles la phase dispersée est hydrophile et la phase dispersante lipophile sont quant à elles dites de type huileux H/L (ou E/H).

## Théorie de l'émulsification, surface et interface, tension interfaciale
Les molécules se trouvant à l'interface entre deux liquides ne sont pas en équilibre, car elles ne sont pas uniformément entourées de molécules de même nature. Les forces développées à l'interface ne sont pas en équilibre : les résultantes de ces forces sont dirigées vers l'intérieur des liquides respectifs et ont pour effet de contracter la surface de contact entre les deux liquides. La force que l'on devrait appliquer parallèlement à l'interface pour contrebalancer exactement ces forces résultantes s'appelle la tension interfaciale.
Le travail d'émulsification est directement proportionnel au produit de la tension interfaciale par l'accroissement de surface de contact entre les deux liquides. L'énergie fournie par ce travail est emmagasinée par le système qui devient alors hautement énergétique. Son énergie libre de surface est égale au travail fourni et est d'autant plus élevée que la tension interfaciale entre les deux liquides est importante.

## Théorie de la stabilité des émulsions
Les émulsions sont formées par apport d'énergie, correspondant à l'énergie nécessaire pour créer une aire interfaciale plus grande. Par conséquent ces systèmes ne sont pas thermodynamiquement stables.
La stabilité des émulsions est donc leur principal problème.
La plupart des particules colloïdales en suspension développent une charge électrostatique. Les particules liquides ou solides d'un système dispersé sont généralement porteuses d'une charge électrique en surface. Cette charge peut être causée par le processus de dispersion, la présence de groupements chargés en surface ou l'adsorption d'ions provenant du milieu de dispersion. Le potentiel zêta représente une valeur relative de la charge des particules. Puisque les particules d'un système dispersé donné sont de même nature, elles portent une charge de même signe qui provoque leur répulsion lorsqu'elles tentent de s'approcher les unes des autres. Cet effet de répulsion constitue une protection contre tout phénomène de collision pouvant engendrer l'agglomération et la fusion des particules. Cette force de répulsion dépend de la valeur du potentiel zêta de la particule, de la taille de la particule et de la distance séparant les particules.
À côté des forces de répulsion dues aux charges électriques, il existe des forces d'attraction qui dépendent étroitement de la structure atomique des constituants des particules. Comme tout système ultradispersé, les suspensions ou émulsions colloïdales sont soumises aux forces de van der Waals (forces d'attraction entre les molécules considérées comme indépendantes créant des liaisons de faible énergie) et au mouvement brownien (mouvement thermique), ce qui les rend fondamentalement instables. Les forces de van der Waals sont de trois types : les forces de Keesom, de Debye et de London. Les forces de London (dipôle instantané - dipôle induit) deviennent très importantes à faible distance et conduisent à la coagulation du système s'il n'est pas adéquatement stabilisé. 
L'interaction entre particules dépend étroitement de la grandeur relative des forces en présence : lorsque les forces de répulsion sont supérieures aux forces d'attraction, les particules ne peuvent s'agglomérer et sont éloignées en permanence les unes des autres. Inversement, lorsque les forces d'attraction sont supérieures aux forces de répulsion, les particules s'agglomèrent pour former des flocules ou agrégats. Ce phénomène, appelé floculation, agrégation ou coagulation des particules, constitue la situation où les particules sont les plus près les unes des autres, et se produit lorsque les films interfaciaux de tensioactif entre deux gouttelettes se rompent puis fusionnent. 
Un autre phénomène intervient dans la stabilité des émulsions. Le mûrissement d'Ostwald se produit au cours du vieillissement des émulsions. La différence de pression de Laplace qui existe entre des gouttelettes de diamètres différents va provoquer une migration des molécules constituant la goutte de plus petite taille jusqu'à la goutte de plus grande taille, à travers la phase continue. Ce phénomène entraîne une augmentation de la taille moyenne des gouttelettes de phase dispersée, et un resserrement de la répartition granulométrique de l'émulsion.

## Rupture de l'émulsion
Une émulsion est rompue soit :
- par inversion de phase ;
- par crémage ou sédimentation ;
- par coalescence ;
- à la fois par coalescence et crémage ou sédimentation.

La rupture de l'émulsion est une séparation complète qui se produit en deux étapes. Dans un premier temps, lors de la floculation, les gouttelettes de la phase dispersée forment des agrégats et chacun de ces agrégats conserve encore son identité ; l'agrégation est réversible. Il y a seulement crémage ou sédimentation, donc l'homogénéité peut être facilement rétablie par simple agitation. Théoriquement, le crémage et la sédimentation sont des phénomènes réversibles, car il suffit en principe d'agiter modérément les préparations pour redistribuer les particules de façon homogène. Par contre, s'il y a coalescence, alors il y a rupture complète et irréversible de l'émulsion. Mais, il doit être compris que si la floculation constitue l'étape nécessaire à la coalescence des particules, elle n'est cependant pas une étape suffisante. Il n'est pas rare, en effet, de constater que des émulsions floculées restent stables pendant très longtemps sans présenter de coalescence. Le phénomène de coalescence dépend de la tension interfaciale entre les deux phases liquides. La tension interfaciale entre deux liquides tend à rendre la surface de séparation aussi petite que possible. En faisant une émulsion, on augmente la surface de séparation de façon considérable et ceci d'autant plus que les gouttelettes dispersées sont très fines. On accroît ainsi l'énergie libre du système, donc son instabilité. La vitesse de crémage ou de sédimentation d'une particule sphérique dans un milieu liquide et visqueux est exprimée par la loi de Stokes.
Un des facteurs les plus importants est le rayon des particules. L'opération d'homogénéisation a précisément pour but de minimiser ce rayon et en même temps de le rendre aussi uniforme que possible ; il en résulte alors une amélioration de la stabilité et un accroissement de la viscosité du milieu. D'autre part, le crémage sera d'autant plus spontané que la différence entre les densités des deux phases sera plus grande. Si la phase dispersée est plus dense que la phase continue, la vitesse de sédimentation est positive, c'est-à-dire que les globules huileux sédimenteront vers le bas. Inversement, quand la phase dispersée a une densité moindre que la phase continue, la vitesse de sédimentation est négative, c'est-à-dire que les globules vont s'accumuler en surface. On peut réduire la vitesse de crémage (ou de sédimentation) soit en réduisant la dimension des globules par homogénéisation, soit en augmentant la viscosité de la phase externe par addition, en concentration appropriée, d'un agent épaississant. La stabilité des émulsions n'est pratiquement jamais conditionnée par un seul facteur, mais résulte de l'action concomitante de plusieurs propriétés, parmi lesquelles la viscosité du système dans son ensemble joue un rôle de premier plan. La vitesse de sédimentation peut éventuellement être accélérée par action mécanique (ex : centrifugation), ce qui augmente alors l'action de la pesanteur. En couplant les accélérations thermiques et/ou mécaniques, le formulateur peut étudier l'ensemble des processus de déstabilisation d'une émulsion ou dispersion. La norme ISO TR 13097 explique clairement comment utiliser les différentes technologies d'analyse ou d'accélération.